# Pizza Man
Pour plus de détails, voir Fiche technique et Distribution.
Pizza Man est un film de fiction américain réalisé par Joe Eckardt, sorti en 2010.

## Fiche technique
- Réalisation : Joe Eckardt
- Scénario : Jonathan Kapoor et Marco Mannone

## Distribution
- Frankie Muniz
- Amber Borycki
- Dallas Page
- Noah Gray-Cabey
- Stan Lee
- Adam West